# Alder (Montana)
Alder è una città della contea di Madison, nel Montana, negli Stati Uniti. La popolazione nel 2000 era di 116 persone. Il nome deriva dal torrente Alder, dove si verifico il secondo maggior ritrovamento di oro nel Montana.

## Geografia fisica
Secondo il censimento del 2000 la superficie di Alberton misura 5.2 km², composto al 100% da terre.

## Società

### Evoluzione demografica
Secondo i dati del censimento del 2000, il paese era abitato da 116 persone, 48 persone che vivono in convivenza (households), e 25 famiglie residenti nella CDP. La densità di popolazione era di  22.3 persone per chilometro quadrato. Sono stati registrati 69 alloggi, con una densità media di 13.3 alloggi per chilometro quadrato. La composizione razziale della CDP era composta interamente da bianchi.
Dei 48 nuclei di convivenza, il 27,1% aveva figli di età inferiore ai 18 anni conviventi, il 45,8% era formato da coppie sposate conviventi, il 4,2% da donne con marito assente, e il 47.9% non erano famiglie. Il 33,3% dei nuclei era composto da single ed il 16,7% di questi aveva qualcuno che viveva da solo tra chi era di 65 anni di età o più. La dimensione media di un nucleo di convivenza è 2.42, mentre la dimensione media delle famiglie era di  3.44.
Nel CDP la distribuzione della popolazione era per il 26,7% di persone di età inferiore ai 18 anni, per il 6,0% dai 18 ai 24, per il 27,6% dai 25 ai 44, per il 27,6% dai 45 ai 64, e per il 12,1% oltre i 65 anni di età o più. L'età media è 38 anni. Per ogni 100 donne ci sono 110,9 uomini. Per ogni 100 donne sopra i 18 anni, ci sono 107,3 uomini.
Il reddito medio per un nucleo di convivenza nella CDP era di 26.458 dollari, e il reddito medio per una famiglia era di 33.750 dollari. I maschi hanno un reddito medio di 22.500 dollari contro i 30.000 delle femmine. Il reddito pro capite per la CDP era di 16.300 dollari. Tra l'1,8% della popolazione che viveva al di sotto della soglia di povertà non c'erano famiglie, neanche minorenni o persone con 64 o più anni di età.